# Citadelle de Saint-Florent
La citadelle de Saint-Florent est une citadelle située à Saint-Florent en Haute-Corse, France.

## Description
La citadelle de Saint-Florent possède deux tours rondes et une tour carrée. Elle gardait stratégiquement le golfe de Saint-Florent en protégeant son port et les « arrières » de Bastia.

## Historique
Construite en 1440 par le doge de Gênes Giano I di Campofregoso (en), la citadelle est développée et améliorée plusieurs fois, que ce soit par les Génois au XVIe siècle, en 1553 par le général Paul de La Barthe de Thermes ou au XVIIIe siècle lorsque la ville consolide ses fortifications. La citadelle est transformée de nouveau à la fin du XIXe siècle et au début du XXe siècle.
La ville de Saint-Florent est fondée au XVIe siècle autour de la citadelle.
En 1795, Pascal Paoli quitte la Corse pour son exil en Angleterre depuis cette citadelle.

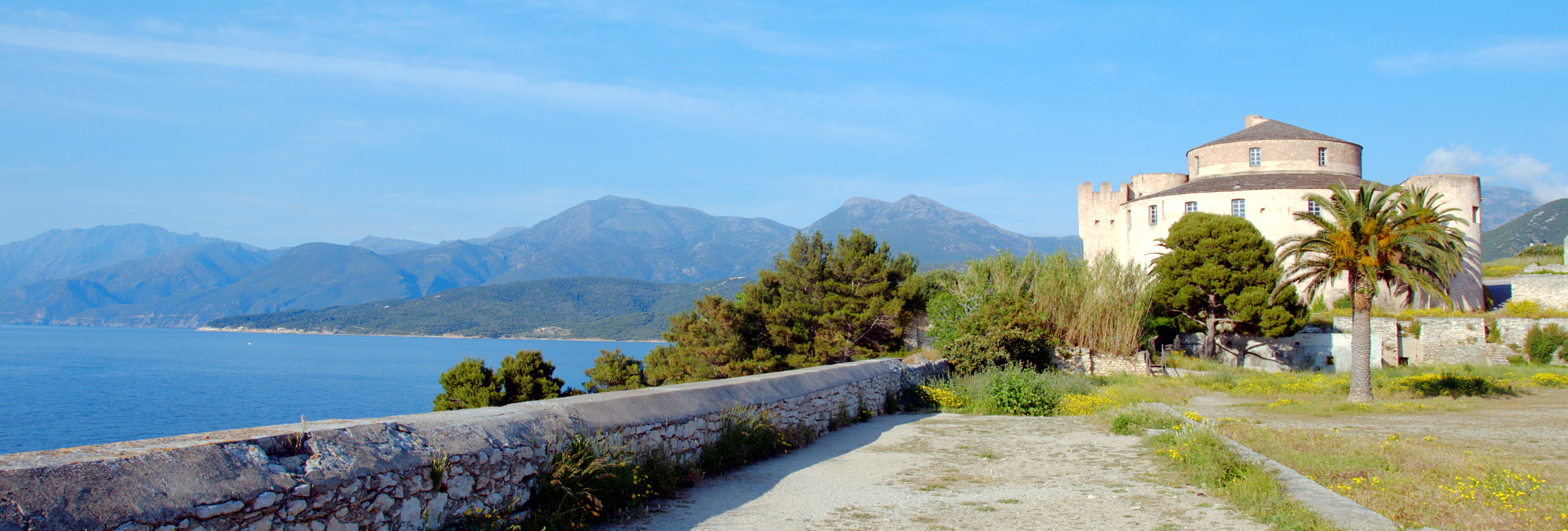
Citadelle de Saint-Florent.

« La citadelle faible du côté de la terre, n'avait qu'un détachement de vingt-cinq hommes lorsque je la visitai. Le fort Gentili tire son nom du brave général corse qui l'a construit, qui le défendit si intrépidement en 1794, et ne céda qu'après que le général Dundas fut parvenu à établir miraculeusement son artillerie jusque sur la crête et à travers les roches de la montagne Stolli. La France perdit alors momentanément la Corse ; l'Angleterre l'a perdue pour toujours, mais elle possède la cendre de ses deux plus grands hommes : Paoli repose à Westminster, et les os de Napoléon restent captifs à Sainte-Hélène. »

— Antoine Claude Valery in Voyages en Corse, à l'île d'Elbe et en Sardaigne, 1837 - p. 55.

## Protection
La citadelle et les murs d'enceinte sont inscrits au titre des monuments historiques par arrêté du 12 février 1991, tandis que le donjon est classé par arrêté du 18 octobre 1994.
C'est le monument le plus emblématique de Saint-Florent.